# Hanna Faulhaber
Hanna Faulhaber (ur. 4 września 2004 w Aspen) – amerykańska narciarka dowolna, specjalizująca się w halfpipie, mistrzyni świata,  brązowa medalistka igrzysk olimpijskich młodzieży.

## Kariera
Po raz pierwszy na arenie międzynarodowej pojawiła się 14 grudnia 2018 roku w Copper Mountain, gdzie w zawodach Nor-Am Cup zajęła dziewiąte miejsce. Na mistrzostwach świata juniorów w Leysin w 2019 roku była szósta. Podczas rozgrywanych rok później igrzysk olimpijskich młodzieży w Lozannie wywalczyła brązowy medal.
W Pucharze Świata zadebiutowała 7 września 2019 roku w Cardronie, gdzie zajęła 14. miejsce. Tym samym już w debiucie zdobyła pierwsze pucharowe punkty. Na podium zawodów tego cyklu pierwszy raz stanęła 30 grudnia 2021 roku w Calgary, kończąc rywalizację na drugiej pozycji. Rozdzieliła tam reprezentującą Chiny Eileen Gu oraz Rachael Karker z Kanady. W sezonie 2021/2022 zajęła drugie miejsce w klasyfikacji half-pipe'a.
Na mistrzostwach świata w Aspen w 2021 roku zajęła czwarte miejsce, przegrywając walkę o podium z Zoe Atkin z Wielkiej Brytanii. Podczas rozgrywanych rok później igrzysk olimpijskich w Pekinie uplasowała się na szóstym miejscu.

## Osiągnięcia

### Igrzyska olimpijskie
| Miejsce | Dzień     | Rok  | Miejscowość | Konkurencja | Zwyciężczyni |
| ------- | --------- | ---- | ----------- | ----------- | ------------ |
| 6.      | 18 lutego | 2022 | Pekin       | Halfpipe    | Eileen Gu    |

### Mistrzostwa świata
| Miejsce | Dzień    | Rok  | Miejscowość | Konkurencja | Zwyciężczyni |
| ------- | -------- | ---- | ----------- | ----------- | ------------ |
| 4.      | 12 marca | 2021 | Aspen       | Halfpipe    | Eileen Gu    |
| 1.      | 4 marca  | 2023 | Bakuriani   | Halfpipe    | –            |

### Puchar Świata

#### Miejsca w klasyfikacji generalnej
- sezon 2019/2020: 90.

Od sezonu 2020/2021 klasyfikacja generalna została zastąpiona przez klasyfikację Park & Pipe (OPP), łączącą slopestyle, halfpipe oraz big air.
- sezon 2020/2021: -
- sezon 2021/2022: 5.
- sezon 2022/2023: 5.
- sezon 2023/2024: 6.
- sezon 2024/2025: 33.

#### Miejsca na podium w zawodach
1. Calgary – 30 grudnia 2021 (halfpipe) – 2. miejsce
2. Calgary – 19 stycznia 2023 (halfpipe) – 3. miejsce
3. Secret Garden – 9 grudnia 2023 (halfpipe) – 2. miejsce
4. Copper Mountain – 15 grudnia 2023 (halfpipe) – 2. miejsce